# Neoatreta
Neoatreta is een monotypisch geslacht van tweekleppigen uit de  familie van de Dimyidae.

## Soort
- Neoatreta filipina (Bartsch, 1913)